# 七戸町

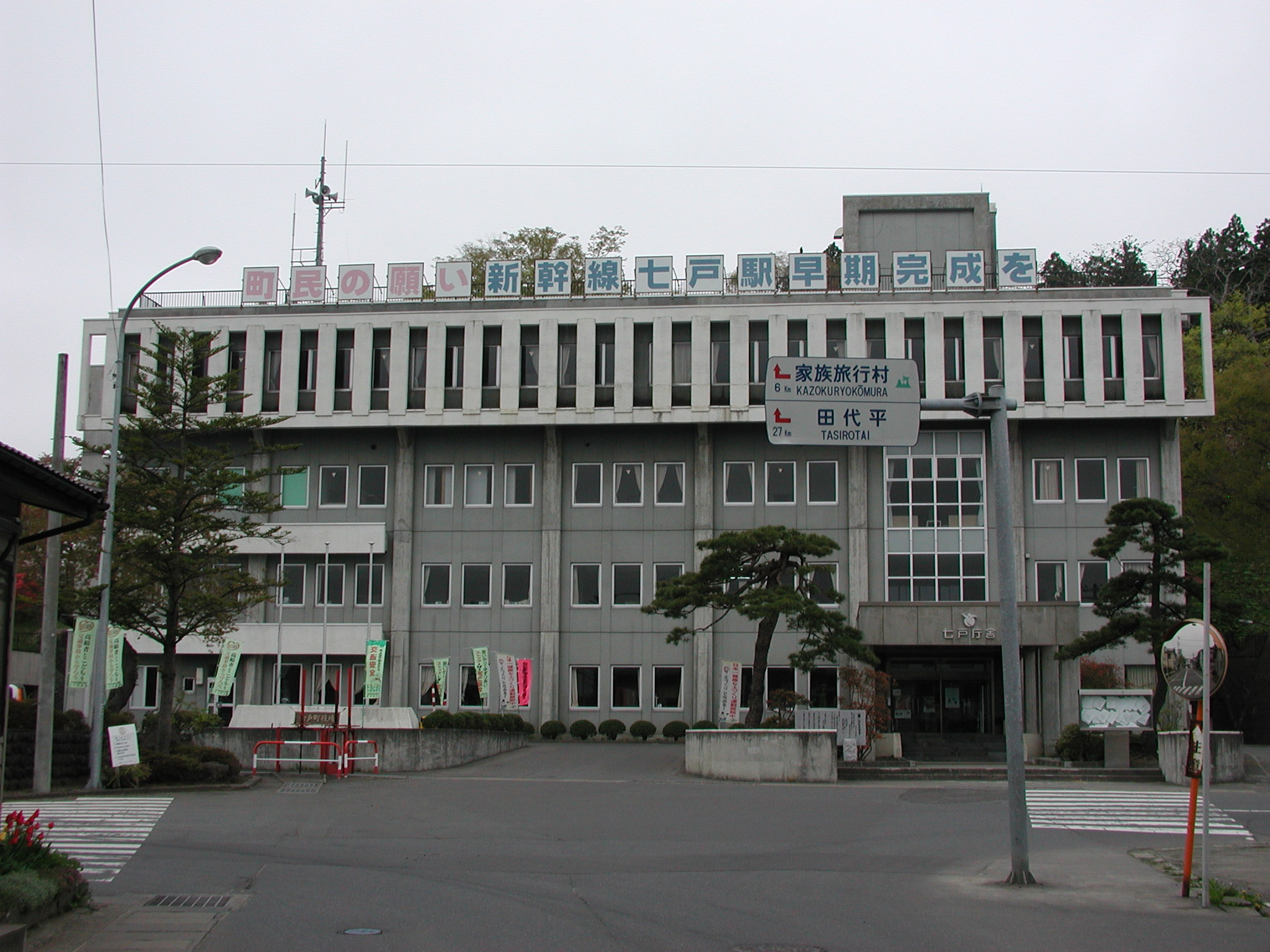
七戸庁舎（2008年5月撮影）

七戸町（しちのへまち）は、八甲田山の東側に位置する青森県上北郡の町。十和田市などとともに上北地域に属する。

## 地理
八甲田山の東側に位置する。東に上北郡東北町、南に十和田市、西に青森市と接する。

## 歴史

### 行政区域の変遷
- 1889年（明治22年）4月1日 - 町村制の施行により、上北郡に現在の町域にあたる以下の2村が発足。
  - 七戸村（単独村制）
  - 天間林村 （天間館村、榎林村、附田村、二ツ森村、野崎村、中岫村、花松村が合併）
- 1902年（明治35年）9月1日 - 七戸村が町制施行。七戸町（旧）となる。
- 2005年（平成17年）3月31日 - 七戸町と天間林村が新設合併し、七戸町（新）が成立。天間林村役場を本庁舎に、七戸町役場を七戸庁舎に。

## 行政
- 町長：小又勉（2009年（平成21年） - ）任期：2021年（令和3年）4月23日
  - 略歴（前副町長）

### 歴代町長
| 代                 | 氏名             | 就任                      | 退任             | 備考             |
| 七戸村長（官選）   | 七戸村長（官選） | 七戸村長（官選）          | 七戸村長（官選） | 七戸村長（官選） |
| ------------------ | ---------------- | ------------------------- | ---------------- | ---------------- |
|                    | 不詳             |                           |                  |                  |
| 旧七戸町長（官選） |                  |                           |                  |                  |
|                    | 不詳             |                           |                  |                  |
| 旧七戸町長（公選） |                  |                           |                  |                  |
|                    | 不詳             |                           |                  |                  |
| 七戸町長（公選）   |                  |                           |                  |                  |
| 1                  | 福士孝衛         | 2005年（平成17年）4月24日 |                  |                  |
| 2                  | 小又勉           | 2009年（平成21年）4月24日 |                  |                  |

## 議会
- 町議会：議員定数16名（在任特例法適用期間は36名であった）（日本共産党1名、無所属15名）任期：2023年（令和5年）4月25日

## 産業
- 農業（ナガイモ、ニンニクなど）

他に酪農と競走馬生産が盛んである。
1947年（昭和22年）8月10日、昭和天皇が青森県に行幸（昭和天皇の戦後巡幸）した際には、七戸馬匹組合長でもあった七戸町長自ら「馬の生産と育成に関する実験」について説明を行った。道の駅しちのへには町内産で東京優駿（日本ダービー）を優勝したヒカルメイジとコマツヒカリの像が建てられている。

### 郵便
- 七戸郵便局（集配局） (84005)
- 天間林郵便局（集配局） (84118)
- 榎林郵便局 (84118)

### 金融機関
- 青森みちのく銀行七戸支店・七戸中央支店…指定金融機関

## 地域

### 人口
平成27年国勢調査より前回調査からの人口増減をみると、6.27％減の15,709人であり、増減率は県下40市町村中19位。
| |                                        |  |
| 七戸町と全国の年齢別人口分布（2005年） | 七戸町の年齢・男女別人口分布（2005年） |  |
| ■紫色 ― 七戸町 ■緑色 ― 日本全国 | ■青色 ― 男性 ■赤色 ― 女性              |  |
| 七戸町（に相当する地域）の人口の推移 \| 1970年（昭和45年） \| 23,974人 \| \| \| 1975年（昭和50年） \| 22,683人 \| \| \| 1980年（昭和55年） \| 22,707人 \| \| \| 1985年（昭和60年） \| 22,342人 \| \| \| 1990年（平成2年） \| 21,237人 \| \| \| 1995年（平成7年） \| 20,209人 \| \| \| 2000年（平成12年） \| 19,357人 \| \| \| 2005年（平成17年） \| 18,471人 \| \| \| 2010年（平成22年） \| 16,759人 \| \| \| 2015年（平成27年） \| 15,709人 \| \| \| 2020年（令和2年） \| 14,556人 \| \| |                                        |  |
| 総務省統計局 国勢調査より |                                        |  |
| 1970年（昭和45年） | 23,974人                               |  |
| 1975年（昭和50年） | 22,683人                               |  |
| 1980年（昭和55年） | 22,707人                               |  |
| 1985年（昭和60年） | 22,342人                               |  |
| 1990年（平成2年） | 21,237人                               |  |
| 1995年（平成7年） | 20,209人                               |  |
| 2000年（平成12年） | 19,357人                               |  |
| 2005年（平成17年） | 18,471人                               |  |
| 2010年（平成22年） | 16,759人                               |  |
| 2015年（平成27年） | 15,709人                               |  |
| 2020年（令和2年） | 14,556人                               |  |

### 所轄警察署
- 七戸警察署
  - 榎林駐在所
  - 天間林駐在所

### 所轄消防署
- 中部上北広域事業組合消防本部
  - 中央消防署

### 教育

#### 高等学校
- 青森県立七戸高等学校

※以下は廃校。
- 青森県立八甲田高等学校（2007年・青森県立七戸高等学校八甲田校舎、2011年・七戸高等学校へ統合）

#### 中学校
- 七戸町立七戸中学校
- 七戸町立天間林中学校（2017年に七戸町立天間舘中学校、七戸町立榎林中学校と統合）

#### 小学校
- 七戸町立七戸小学校
- 七戸町立城南小学校
- 七戸町立天間林小学校（七戸町立天間西小学校、七戸町立天間東小学校と統合）

#### 特別支援学校
- 青森県立七戸養護学校

#### 専修学校
- 青森県営農大学校（専修学校専門課程、農業者研修教育施設）

### 金融機関
- 青森みちのく銀行
  - 七戸中央支店
  - 七戸支店・天間林支店
- 青森県信用組合七戸支店
- 十和田おいらせ農業協同組合七戸支店
- ゆうき青森農業協同組合天間林支所

### 独立行政法人及び特殊法人等
- 国立研究開発法人農業・食品産業技術総合研究機構種苗管理センター上北農場
- 独立行政法人家畜改良センター奥羽牧場
- 日本軽種馬協会七戸種馬場

## 交通

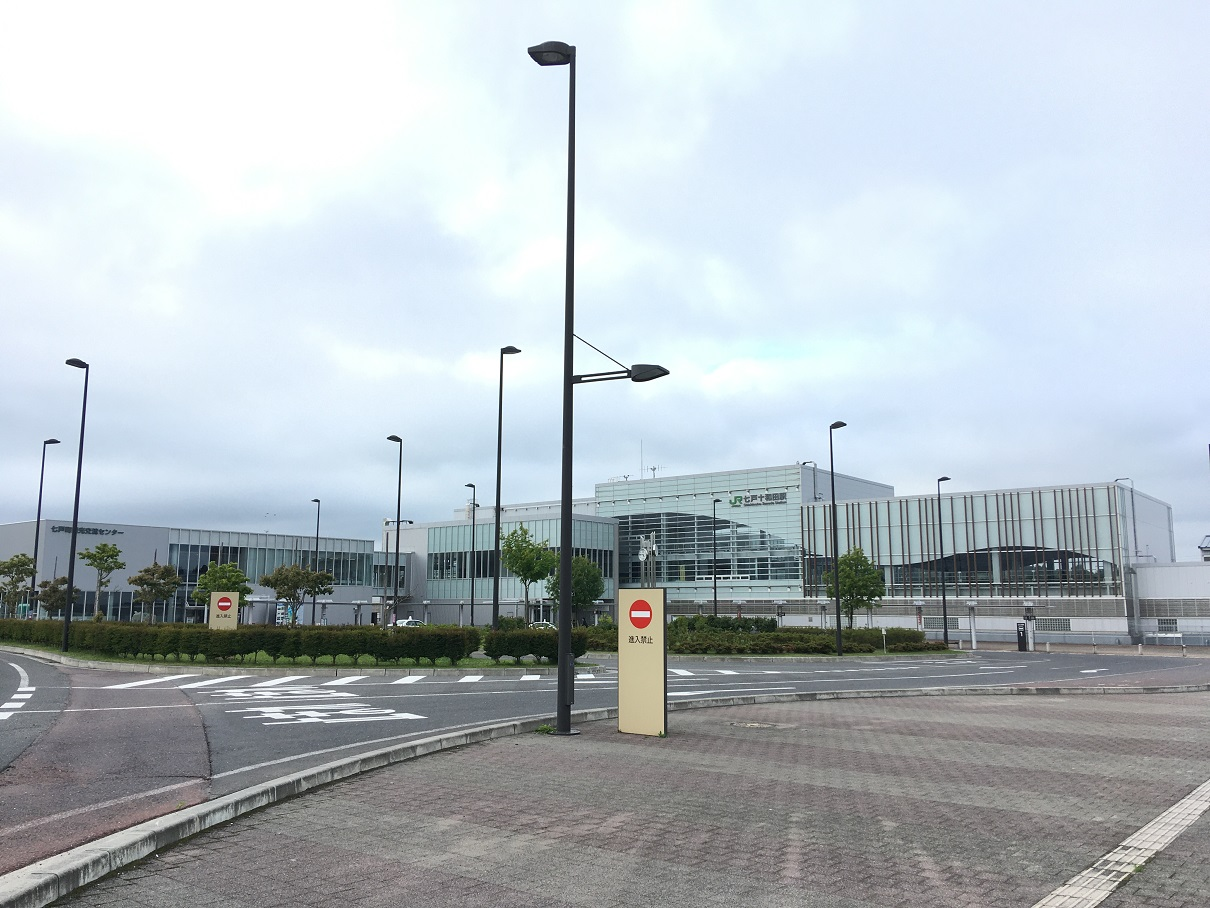
七戸十和田駅

### 鉄道
- 東北新幹線 - 七戸十和田駅

青い森鉄道線が上北町駅 - 乙供駅間で町域を通過しているが、駅はない。
かつては南部縦貫鉄道線（七戸 - 野辺地間）が町内を通っていたが、1997年（平成9年）の休止を経て2002年（平成14年）に廃止された。
2022年（令和4年）現在、「唯一存在する駅が新幹線単独駅」という特徴を持つ自治体は、七戸町のほかに佐賀県嬉野市（西九州新幹線嬉野温泉駅）が存在するのみである。

### バス

#### 路線バス
- 十和田観光電鉄（十鉄バス）青森市・上北郡野辺地町・上北郡東北町（旧上北町）・十和田市・三沢市方面
- 七戸町コミュニティバス
- 七戸町電気シャトルバス

#### 高速バス
- 十和田観光電鉄・国際興業
  - シリウス号：七戸 - 十和田市 - 八戸 - 池袋 - 東京線

### 道路
自動車専用道路
- E4A 上北自動車道
  - 七戸IC - 七戸北IC

一般国道
- 国道4号
  - 道の駅しちのへ
- 国道394号

主要地方道
- 青森県道8号八戸野辺地線
- 青森県道22号三沢七戸線

一般県道
- 青森県道118号七戸十和田湖線
- 青森県道121号七戸上北町停車場線
- 青森県道173号乙供停車場中野線
- 青森県道219号水喰上北町停車場線
- 青森県道242号後平青森線
- 青森県道257号後平馬屋尻線 - E4A みちのく有料道路

## 名所・旧跡・観光スポット・祭事・催事

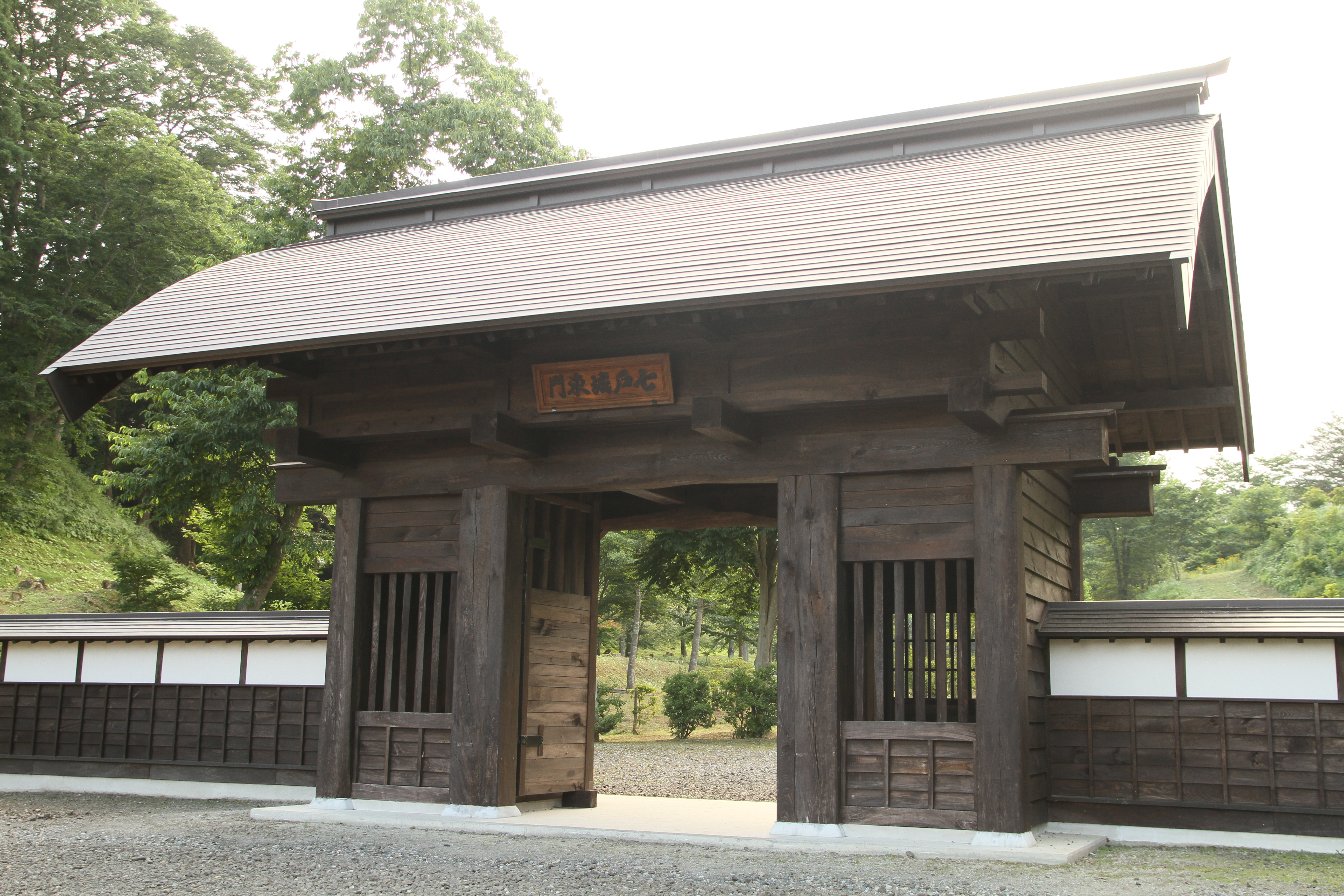
七戸城東門

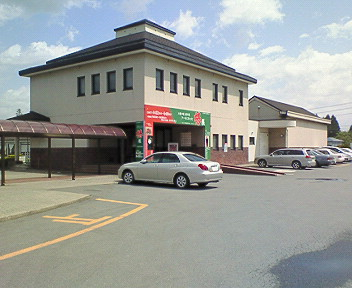
鷹山宇一記念美術館

### 名所
- 大銀南木

### 旧跡
- 七戸城址（七戸字貝の口）国の史跡[3]（柏葉公園）
- 天王神社:1394年勧請。
- 見町観音堂（見町）：1396年創建。県重宝[4]。（有形民俗文化財[5]. 展示は絵馬館で）
- 小田子不動堂（和田下）：1396年創設。（有形民俗文化財 [6] 展示は絵馬館で）
- 山屋薬師堂:平安末期建立
- 青岩寺（字町）[7]
- 二ツ森貝塚：青森県内最大、日本国内でも有数の規模を誇る遺跡。5,500年前から4,000年前の縄文前期から中期のものと見られている。国の史跡[8]
- 一里塚：町内に2基存在。県史跡（卒古沢）[9]、（森ノ上、森ノ下）[10]、慶長年間。
- 千曳神社：807年、坂上田村麻呂により創建と伝えられる。
- 旧七戸郵便局（七戸）登録有形文化財[11]。1928年（昭和3年）竣工。
- 旧盛田牧場：19世紀より存在した馬の生産牧場。南部地方独特の曲屋など明治時代の施設が保存・公開されている。

### 観光スポット
- 鷹山宇一記念美術館（絵馬館）
- 東八甲田家族旅行村
- 東八甲田ローズカントリー
- 七戸町営スキー場
- 諏訪牧場：競走馬の生産から育成までを行う。

### 祭事
- 七戸秋祭り
- みよこまつり
- まける日 - 伝統的な行事であり、七戸町の商店等による祭事である。当日は「まける日」という幟がたつ。「まける」とは商品の値引きの意。

### その他
- ヒナコウモリ：レッドデータブックに記載。
- 銀南木（イチョウ、銀南木五奄河原）青森県天然記念物[12]、推定樹齢700年。
- 七戸町総合運動公園

## 名物

### 郷土料理
- なべこ団子

### 特産品
- 長芋[13]
- にんにく
- 地酒:駒泉
- 駒饅頭 - 菓子店「お菓子のみやきん」（1861年創業）の銘菓として知られたが、他社との競合や原材料の高騰により、2025年（令和7年）2月18日付で事業を停止した[14]。

## 出身有名人
- 市ノ渡三四四 (大相撲 元十両)
- 上野俊量（禅僧、1759年（宝暦9年） - 1803年（享和3年））：永平寺の依頼にて正法眼蔵の刊行作業にあたる
- 蛯名武五郎（1918年（大正7年） - 1970年（昭和45年）、国営競馬、日本中央競馬会の騎手）
- 魁輝薫秀（大相撲 元関脇・友綱親方）
- 倉岡生夏（グラビアアイドル）
- 高田邦洋（みちのく銀行会長）
- 鷹山宇一（画家、1908-1999）
- 天間幸生（実業家）
- 戸舘俊彦（スポーツアパレルデザイナー）
- 橋本武広（元プロ野球選手）
- 松山晋也（プロ野球選手）
- 盛田稔（経済史学者）

## 生産馬
- アサホコ
- グリーングラス
- グレートヨルカ
- コマツヒカリ
- タムロチェリー
- ハセパーク
- ヒカルメイジ
- フエアーウイン

## 関連文献
- 七戸町史刊行委員会 編『七戸町史』 1巻、七戸町、1982年3月31日。(要登録)
- 七戸町史刊行委員会 編『七戸町史』 2巻、七戸町、1984年7月31日。(要登録)
- 七戸町史刊行委員会 編『七戸町史』 3巻、七戸町、1985年3月30日。(要登録)
- 七戸町史刊行委員会 編『七戸町史』 4巻、七戸町、1986年8月1日。(要登録)